# 康朗英
康朗英（1903年—1977年），原名岩英，男，傣族，云南勐海人，中国诗人、歌手。代表作是长诗《流沙河之歌》。